# ネスヴィジ城
ネスヴィジ城（ベラルーシ語: Нясвіжскі замак, ロシア語: Несвижский замок, リトアニア語: Nesvyžius）は、ベラルーシのネスヴィジ（Nesvizh）にあるラジヴィウ家の居城として建てられた城郭建築である。

## 歴史
一帯がラジヴィウ家のものになったのは1533年のことである。その年に、前の領主であったキシュカ家（Kiszka）の断絶にともない、女系子孫のミコワイ・ラジヴィウ・チャルヌィと弟のヤン・ラジヴィウに与えられたのである。それ以来、ラジヴィウ家はリトアニア大公国でも屈指の影響力と財力を誇る存在となった。1551年にはリトアニア古文書館の資料が、城内に移送された。1586年、ネスヴィジ一帯はラジヴィウ家のオルディナツィア（世襲領地）として認められた。
1582年にリトアニア大ヘトマン、シャウレイ城主にしてトラカイ県とヴィリニュス県の知事であったミコワイ・クシシュトフ・ラジヴィウ・シェロトカは、3階建ての威風堂々たる城を建造した。その城の土台をなしていたのは元からあった中世の城だったが、そうした古い要塞建築はルネサンス様式やバロック様式へとすっかり様変わりした。この城は1604年までには完成したが、半世紀後にいくつかの回廊が付け加えられた。城の四隅は八角形の塔で強化されていた。
大北方戦争中であった1706年に、カール12世の軍が城で略奪行為に及び、その城塞を破壊した。その数十年後に、ラジヴィウ家は城の実質的な修復と巨大化のために、ドイツやイタリアから建築家を招聘した。Antoni Zaleski はバロック様式の化粧漆喰（スタッコ）作品でその黄色いファサードを飾り立てた。16世紀の城門も再建され、2階建ての守衛詰所の塔も、兜（helm）で飾られた。中庭を取り囲む3つの別棟が、城に接合されたのもこの時代のことである。
ネスヴィジで最も重要な建物は、1587年から1603年に建てられたキリスト聖体教会（Corpus Christi Church）である。この建物は水路越しの堰堤によって、城と繋がっている。この聖堂には、ラジヴィウ家の者たちが72人葬られており、めいめいがTrąby Coat of Armsの印された樺製の柩に納められている。
イタリア人建築家ジャン・マリーア・ベルナルドーニ（Gian Maria Bernardoni, 1541年-1605年）の手がけたこの聖堂は、ローマのIl Gesùを範とした最初のイエズス会聖堂であり、なおかつバロック様式のファサードを備えたドーム型天井を持つ世界初のバシリカ式聖堂、そして東ヨーロッパにバロック様式建築が持ちこまれた最初の例と見なされている。
精緻な君主たちの墓とは別に、1760年代以降に作成されたバロック様式のフレスコ画や、1583年にヴェネツィア人彫刻家たちによって手がけられた聖十字架の祭壇などがある。 
1770年代に、城はロシア軍に略奪され、ラジヴィウ家は追い出された。ほどなくして所蔵されていたリトアニアの古文書はサンクトペテルブルクに移送され、それは今でもその地に置かれたままである。他方で、城にあった美術品の大半は様々なロシア貴族たちの手に渡る形で散らばってしまった。
その後、元の持ち主からもロシア軍からも見捨てられた城は、次第に朽ちていった。しかし、ラジヴィウ家の手に再び渡ると、1881年から1886年にかけて、当主アントニ・ヴィルヘルム・ラジヴィウ（Antoni Wilhelm Radziwiłł）とそのフランス人妻マリー・ド・カステラーヌによって、内装の復元作業が行われた。彼らはイギリス流の風景式庭園もデザインしたが、面積1 km2 を越えるこの庭園は、今日でもその種の庭園のなかでヨーロッパ最大級である。

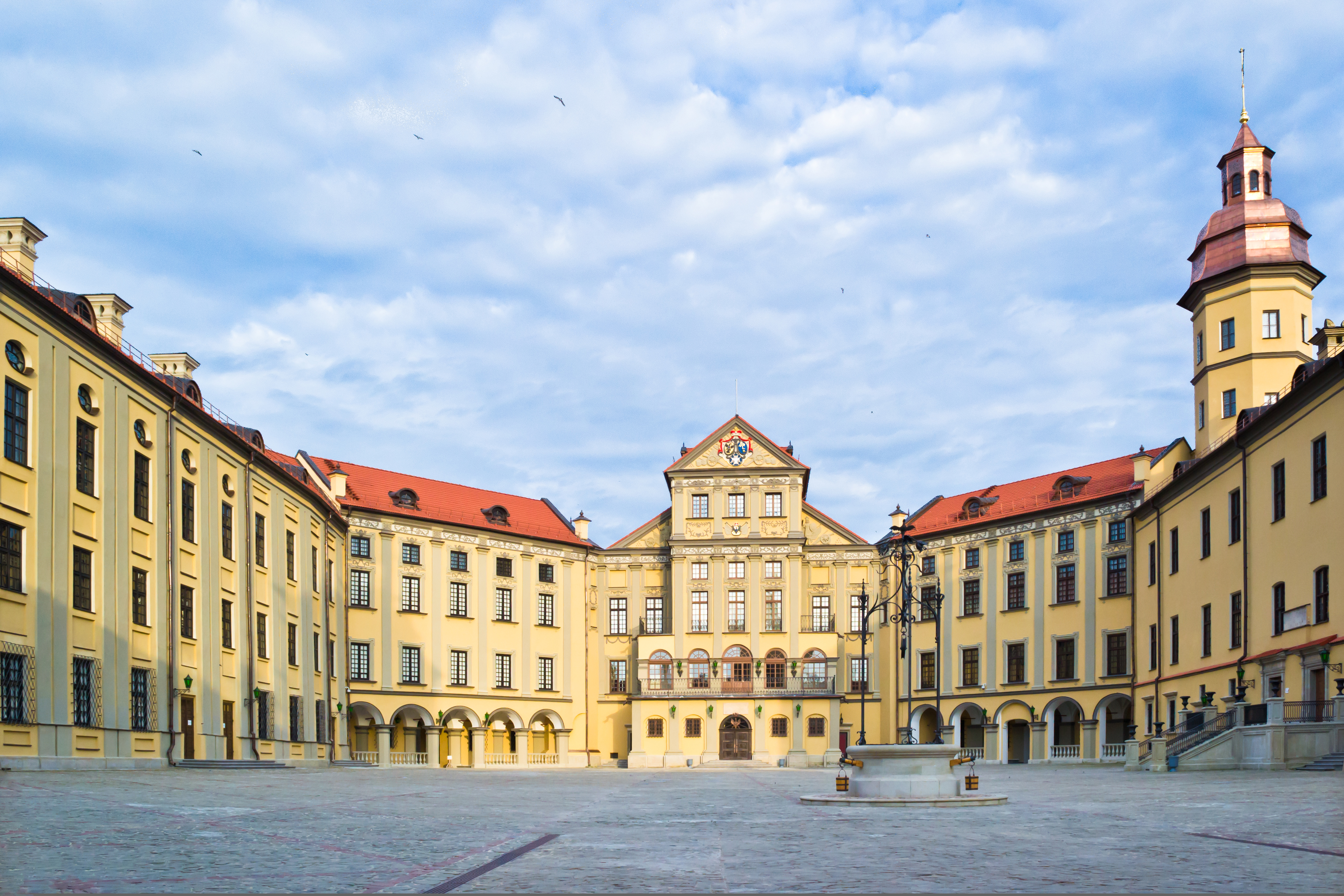
ネスヴィジ城の中庭

1939年に赤軍の侵攻によってラジヴィウ家は再び城を逐われた。ソ連時代には、この城はサナトリウムとして使われていたが、庭園の方は段々と省みられなくなっていった。
1994年に、城の建造物群は国の歴史的・文化的保護区となり、11年後、ユネスコの世界遺産に登録された。継続中の再建事業を巡っては、鐘楼のような長い間破壊されていた建物を、正当性を欠く形で再建するものとして、批判も起こっている。
2002年には火災によって住居の上階部分が損壊した。

## 登録基準
この世界遺産は世界遺産登録基準のうち、以下の条件を満たし、登録された（以下の基準は世界遺産センター公表の登録基準からの翻訳、引用である）。
- (2) ある期間を通じてまたはある文化圏において、建築、技術、記念碑的芸術、都市計画、景観デザインの発展に関し、人類の価値の重要な交流を示すもの。
- (4) 人類の歴史上重要な時代を例証する建築様式、建築物群、技術の集積または景観の優れた例。
- (6) 顕著で普遍的な意義を有する出来事、現存する伝統、思想、信仰または芸術的、文学的作品と直接にまたは明白に関連するもの（この基準は他の基準と組み合わせて用いるのが望ましいと世界遺産委員会は考えている）。